# MIDNIGHT SUN (JO1のシングル)
『MIDNIGHT SUN』（ミッドナイドサン）は、日本の男性アイドルグループJO1の6枚目のシングル。2022年10月12日にLAPONEエンタテインメントより発売。

## 概要
本作のキャッチコピーは「夢と現実の間。このおかしな世界で、僕らはなんだってできる。」である。
リード曲「SuperCali（スパカリ）」は中毒性の高いメロディーで、映画『メリー・ポピンズ』の劇中で登場する呪文「Supercalifragilisticexpialidocious (スーパーカリフラジリスティックエクスピアリドーシャス)」を表現しながら、JO1のこれからの成長を誓い、体の隅々の細胞まで情熱を燃やすという強い信念が込められている。與那城によると「SuperCali」のモチーフは「白夜」だという。
同曲は2022年9月22日、マリンメッセ福岡A館で開催されたアリーナツアー『2022 JO1 1ST ARENA LIVE TOUR ‘KIZUNA’』福岡公演で初披露され、会場と配信で彼らを見守るJAM（JO1のファン）を沸かせた。
2022年9月23日、パフォーマンス動画がYouTubeにて公開。2022年10月7日にわずか2週間という自身最速スピードで1,000万回再生を突破した。Twitterでは「#SuperCali_10M_Views」がトレンド1位となった
TikTokでは同曲の特徴的なダンスにチャレンジする企画「#スパカリ」が開催されている。超特急のユーキや事務所の後輩であるINIの木村柾哉・許豊凡など、ダンスカバー動画を公開した。
2022年10月12日、YouTubeで生配信された『JO1 6TH SINGLE「MIDNIGHT SUN」RELEASE PARTY』では、オリコンデイリーシングルランキング（2022年10月11日付）での1位獲得を発表。初日自己最高記録36.6万枚のセールスで、同ランキングにおいてデビューからシングル6作連続での1位となった。

## 収録曲

### 初回限定盤A
CD +DVD（特典映像：Weird World ～おかしな家編～)
1. SuperCali (3:02)
作詞：Kako、YOSKE[9]、BAEK JOO YEON (ALIVE KNOB)、Toru Ishikawa[10]、T-MS
作曲：Nmore、Poptime、Ronnie Icon、Kyler Niko、Shannon、GESTURE、Kohway、Elum
編曲：Nmore、Poptime
振付：LOOKFAM
2. Phobia (3:30)
作詞：KZ、B.O、髙橋詩歩[11]
作曲：KZ、HONEYSWEAT、B.O
編曲：HONEYSWEAT
振付：YEJI KIM (1MILLION)
3. 16(Sixteen) (3:19)
作詞：Jinli (Full8loom)、Ellie Love
作曲：Grolyface (Full8loom)、Jinli (Full8loom)、HARRY (Full8loom)
編曲：Grolyface (Full8loom)、HARRY (Full8loom)
振付：YU SEUNG HYUN (TEAM SAME)
4. SuperCali ～Instrumental～ (3:01)

### 初回限定盤B
CD +DVD（特典映像：Weird World ～おかしな呪文編～)
1. SuperCali (3:02)
2. Phobia (3:30)
3. Rose (3:20)
作詞：Jung Hohyun (e.one)、TEITO、yumieda takumi、KIKUE[11]
作曲：Jung Hohyun (e.one)、TEITO
編曲：TEITO、Jung Hohyun (e.one)
振付：AP:SORR (FREEMIND)
4. Phobia ～Instrumental～ (:)

### 通常盤
CD
1. SuperCali (3:02)
2. Phobia (3:30)
3. 16(Sixteen) (3:19)
4. Rose (3:20)
5. 16(Sixteen) ～Instrumental～ (:)
6. Rose ～Instrumental～ (:)

## チャート成績
オリコンチャート
- オリコンデイリーシングルランキング（2022年10月11日、10月12日、10月13日、10月14日、10月15日、10月16日付）で1位。デビューから6作連続で1位[8]。

| 日付             | 順位 | 推定売上枚数 | 出典   |
| ---------------- | ---- | ------------ | ------ |
| 2022年10月11日付 | 1位  | 365,602枚    | [ 12 ] |
| 2022年10月12日付 | 1位  | 45,495枚     | [ 13 ] |
| 2022年10月13日付 | 1位  | 26,004枚     | [ 14 ] |
| 2022年10月14日付 | 1位  | 28,501枚     | [ 15 ] |
| 2022年10月15日付 | 1位  | 12,201枚     | [ 16 ] |
| 2022年10月16日付 | 1位  | 14,363枚     | [ 17 ] |
| 2022年10月17日付 | 3位  | 3,610枚      | [ 18 ] |

- オリコン週間シングルランキング（2022年10月24日付）で1位[19]。推定売上枚数は492,168枚。

| 日付             | 順位 | 推定売上枚数 | 出典   |
| ---------------- | ---- | ------------ | ------ |
| 2022年10月24日付 | 1位  | 492,168枚    | [ 19 ] |

- オリコン週間合算シングルランキング（2022年10月24日付）で1位[20]。換算売上ポイントは532,178PT（内訳としては、CDが49.2万PT (492,168PT)、デジタルシングル(単曲)が0.6万PT (6,444PT)、デジタルシングルが0.8万PT (7,815PT)、ストリーミングが2.6万PT (25,751PT)である。）なお「週間合算シングルランキング」での週間50万PT超えは、今年度8作目である[21]。

Billboard JAPAN
- Billboard JAPAN週間シングル・セールス・チャート“Top Singles Sales"（集計期間：2022年10月10日～10月16日）で1位[22]。初週売上602,958枚となり、デビューから6作連続での初週セールストップを記録。ハーフミリオンを突破[23]。先ヨミ集計（集計期間：2022年10月10日～10月12日）では、526,417枚を売り上げて首位に立ち、週後半で約7.6万枚とさらに売上枚数を伸ばしたことから、前作『WANDERING』（516,603枚）を大きく上回る自己最高記録を更新[24]。
- Billboard JAPAN 総合ソング・チャート“JAPAN HOT 100”（集計期間：2022年10月10日～2022年10月16日）で「SuperCali」が2位[25]。初週売上602,958枚でシングル1位、ルックアップ1位、Twitter1位、ラジオ1位と計4冠を獲得し、ダウンロード5位（19,331DL）、ストリーミング19位（4,270,143再生）、動画50位となった。また、ダウンロードとストリーミング首位である米津玄師の「KICK BACK」とJO1の「SuperCali」はシングルのポイントが牽引しての激戦となった。
- Billboard JAPAN HOT BUZZ SONG（集計期間：2022年10月10日～10月16日）で「SuperCali」が5位[26]。
- Billboard JAPAN 2022年 年間シングル・セールス・チャート“TOP Singles Sales”で9位[27]。

タワーレコード
- TOWER RECORDS ONLINE J-POPシングル ウィークリー予約TOP30（2022年8月29日付）で1位[28]。
- TOWER RECORDS ONLINE J-POPシングル ウィークリーTOP30（2022年10月10日、10月17日付）で1位[29][30]。
- タワーレコード年間チャート「2022 ベストセラーズ」（邦楽シングル部門）で1位[31]。

HMV
- HMV 2022 年間ランキング（邦楽シングル部門）で6位[32]。

ドワンゴジェイピー
- 2022年 ドワンゴジェイピー年間ランキング(アルバム部門)で1位[33]。

レコチョク
- レコチョク年間ランキング2022 （アルバム部門） で4位[34]。

Spotify
- 国内で最もシェアされた楽曲で1位[35]。